# Kelsey Griffin
Pour les articles homonymes, voir Griffin.
Kelsey Griffin, née le 2 juillet 1987 à Anchorage (Alaska), est une joueuse américaine de basket-ball, naturalisée australienne.

## Biographie
Elle se fait remarquer au lycée de Chugiak (19,4 points, 11,2 rebonds, 4,4 passes décisives, 4,3 interceptions et 2,1 contres) puis choisit de rejoindre l'Université de l'Arkansas. Elle aligne trois saisons réussies (13,3, 15,0 puis 15,3 points par match) avant de passer une saison redshirt pour cause de blessure. En senior, nommée meilleure joueuse du la Conference Big 12, elle aligne 20,1 points et 10,4 rebonds et emmène Nebraska à son premier Sweet Sixteen. Elle est sélectionnée 3e choix de la draft WNBA 2010 par le Lynx, mais est échangée avec le Sun contre leur premier et leur second tour de draft de l'année suivante.
Pour sa saison rookie, Kelsey Griffin compile 4,4 points et 4,7 rebonds, ce qui lu vaut d'être nommé dans la WNBA All-Rookie Team et poursuit sa carrière plusieurs saisons avec le Sun.
Elle joue la saison 2010-2011 à MiZo Pécs, qui remporte 23 des 24 rencontres de sa saison nationale. En 2012-2013, elle dispute le championnat australien avec Bendigo Spirit.
Bendigo Spirit remporte la Grande finale 2013 en Australie face à Townsville 71 à 57 dans une rencontre, où elle score 20 points et capte 11 rebonds, ce qui lui vaut d'être désignée MVP de la rencontre.
En 2015, elle effectue la pré-saison avec le Sun, mais n'est pas conservée dans l'effectif en raison d'une blessure à la hanche.
En 2016, elle est pré-sélectionnée en équipe d'Australie, pays dont elle vient d'acquérir la nationalité.

## Distinctions individuelles
- 2010: Lowe's Senior CLASS Award[2]
- 2010: WBCA First-Team All-American[2]
- 2010: AP First-Team All-American[2]
- 2010: USBWA First-Team All-American[2]
- 2010: Wooden First-Team All-American[2]
- 2010: Joueuse de l'année de la Big 12 Conference [2]
- WNBA All-Rookie Team 2010 [8]
- 2013 : MVP de la Grande finale (Australie)[5]
- 2017 : MVP de la Coupe d'Asie féminine de la FIBA[9]